# Venustiano Carranza (Michoacán)
Venustiano Carranza è una municipalità dello stato di Michoacán, nel Messico centrale, il cui capoluogo è la località di San Pedro Cahro.
La municipalità conta 23.457 abitanti (2010) e ha un'estensione di 227,40 km².
Il nome del comune è dedicato a Venustiano Carranza, uomo politico e presidente del Messico.